# Hans Christoph Schöll
Hans Christoph Schöll (eigentlich Wilhelm Johannes Christoph Schöll, * 11. März 1888 in Heilbronn; † 15. August 1958 in Heidelberg) war ein deutscher Antiquar, Autor und Volkskundler.

## Leben
Hans Christoph Schöll, in seiner Geburtsstadt Heilbronn aufgewachsen, absolvierte von 1903 bis 1906 eine Buchhandelslehre bei der dortigen Buchhandlung A. Scheurlen (Inhaber Theodor Cramer). Im Anschluss arbeitete er als Gehilfe in der Buchhandlung J. J. Heckenhauer in Tübingen, bis er als Einjährig-Freiwilliger im 10. Württembergischen Infanterieregiment Nr. 180 in Tübingen diente, aber nach zwei Monaten als „zeitig dienstunbrauchbar“ entlassen wurde.
1909 lernte er seine spätere Frau Maria Wilhelmina Tschinke bei einem Wandervogel-Treffen im Westerwald kennen, mit der er nach der Geburt ihres ersten Kindes 1913 nach Heidelberg zog und ein Buch- und Kunst-Antiquariat eröffnete. Durch seine Begeisterung für die Jugendbewegung kam er mit Georg Stammler in Kontakt und verantwortete die ersten vier seiner Publikationen, die teils in mehreren Auflagen gedruckt wurden. Mit Ausbruch des Ersten Weltkriegs meldete er sich als Kriegsfreiwilliger an die Westfront und wurde 1916 bei Ypern schwer verwundet. Nach dem Krieg beendete er seine Verlegertätigkeit und versuchte politisch als Mitglied in der Deutschen Demokratischen Partei am Aufbau der Weimarer Republik mitzuwirken.
Von 1922 bis 1930 veranstaltete er zahlreiche Kunstauktionen, bis auch diese infolge der wirtschaftlichen Depression nicht mehr rentabel waren. Schon 1927 war die Familie in eine stadteigene Wohnsiedlung umgezogen und 1929 hatte Schöll gehofft mit einer heilpädagogischen Praxis die Familie ernähren zu können.
Nach dem Scheitern dieses Projektes machte er 1931 sein Abitur nach und studierte an der Ruprecht-Karls-Universität Heidelberg als Gasthörer Theologie, Philosophie und Pädagogik, allerdings ohne Abschluss. Seit 1935 wurde ihm die kommissarische Leitung des Stadtarchivs anvertraut, die er bis 1945 innehatte. In dieser Zeit erschienen seine ersten Untersuchungen zur germanischen Volkskunde. Am Kriegsende wurde beim Einmarsch der Amerikaner sein privates Archiv teilweise zerstört und seine Ehefrau starb kurz darauf. Seit 1947 beteiligte er sich als ehrenamtlicher Mitarbeiter beim Volksbildungswerk für den Landkreis Heidelberg und war von 1950 bis zum Oktober 1957 hauptamtlicher Leiter dieser Institution. 1958 starb er in Heidelberg.
Für seine Veröffentlichungen benutzte Hans Christoph Schöll unter anderem die Pseudonyme Ulrich Kienholt und Ulrich Schartenmayer d. J. Archivalien zu ihm befinden sich in der Universitätsbibliothek Heidelberg und dem Deutschen Literaturarchiv Marbach. Sein gleichnamiger Sohn war später als Heimatforscher in Heidelberg tätig.

## Veröffentlichungen (Auswahl)
- Die drei Ewigen. Eine Untersuchung über germanischen Bauernglauben. Diederichs, Jena 1936 (darin enthalten unter anderem Überlegungen zum Ursprung der Drei Bethen, die in der Wissenschaft jedoch keinerlei Unterstützung gefunden haben).
- Die Herdmutter des germanischen Bauernglaubens. In: Oberdeutsche Zeitschrift für Volkskunde.  Jahrgang 11, Heft 1/2, 1937, S. 47–50.
- Zahlreiche Beiträge in Heidelberger Zeitungen zu heimat- und volkskundlichen Themen.
- Im schönsten Wiesengrunde. Ein altmodisches Liederbuch. Mit Bildern von Ludwig Richter; zusammengestellt von Hans Christoph Schöll. Hyperion-Verlag, Freiburg i. Br. [1957].